# Idaea aversata
Idaea aversata là một loài bướm đêm trong họ Geometridae.

## Hình ảnh

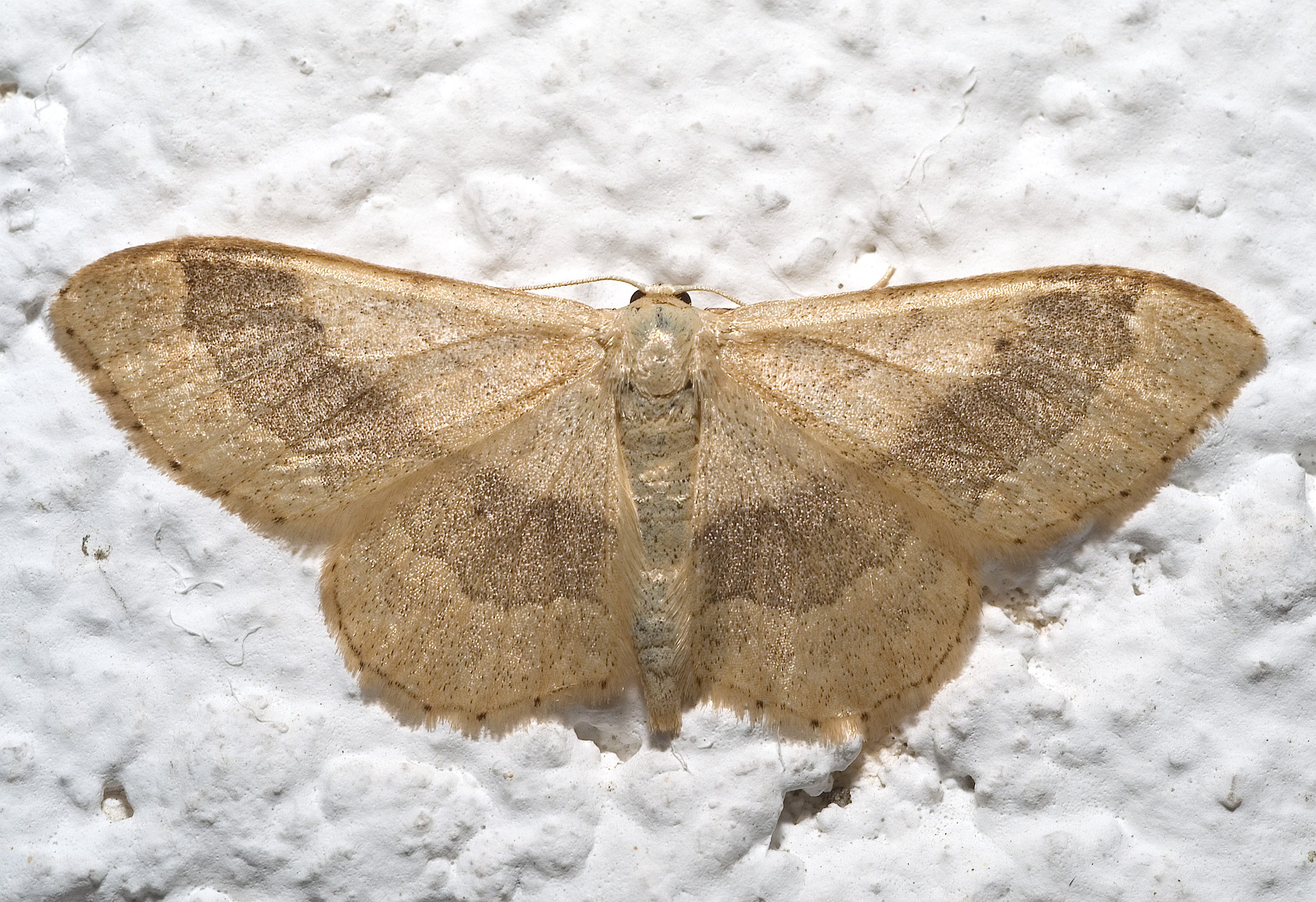
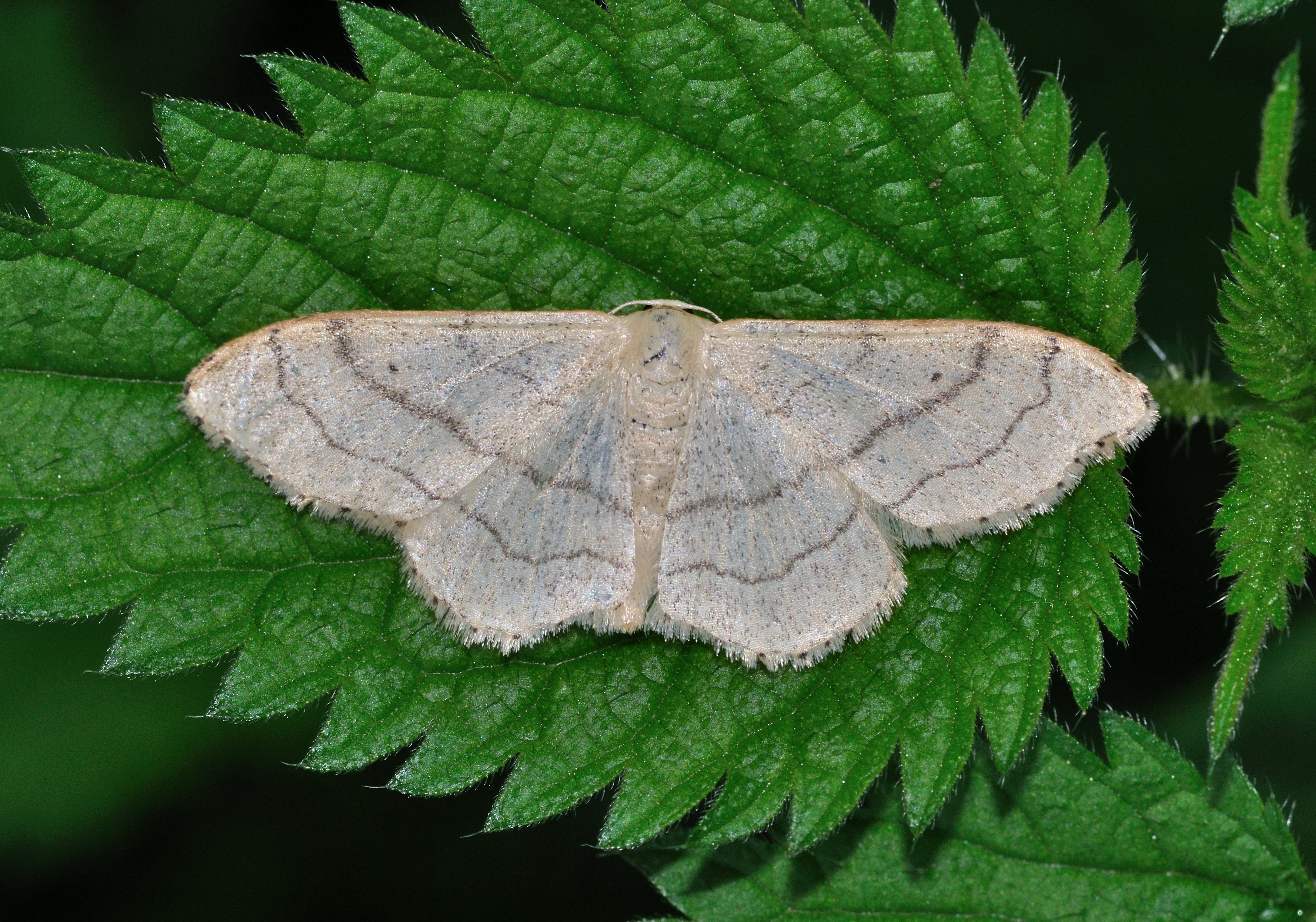
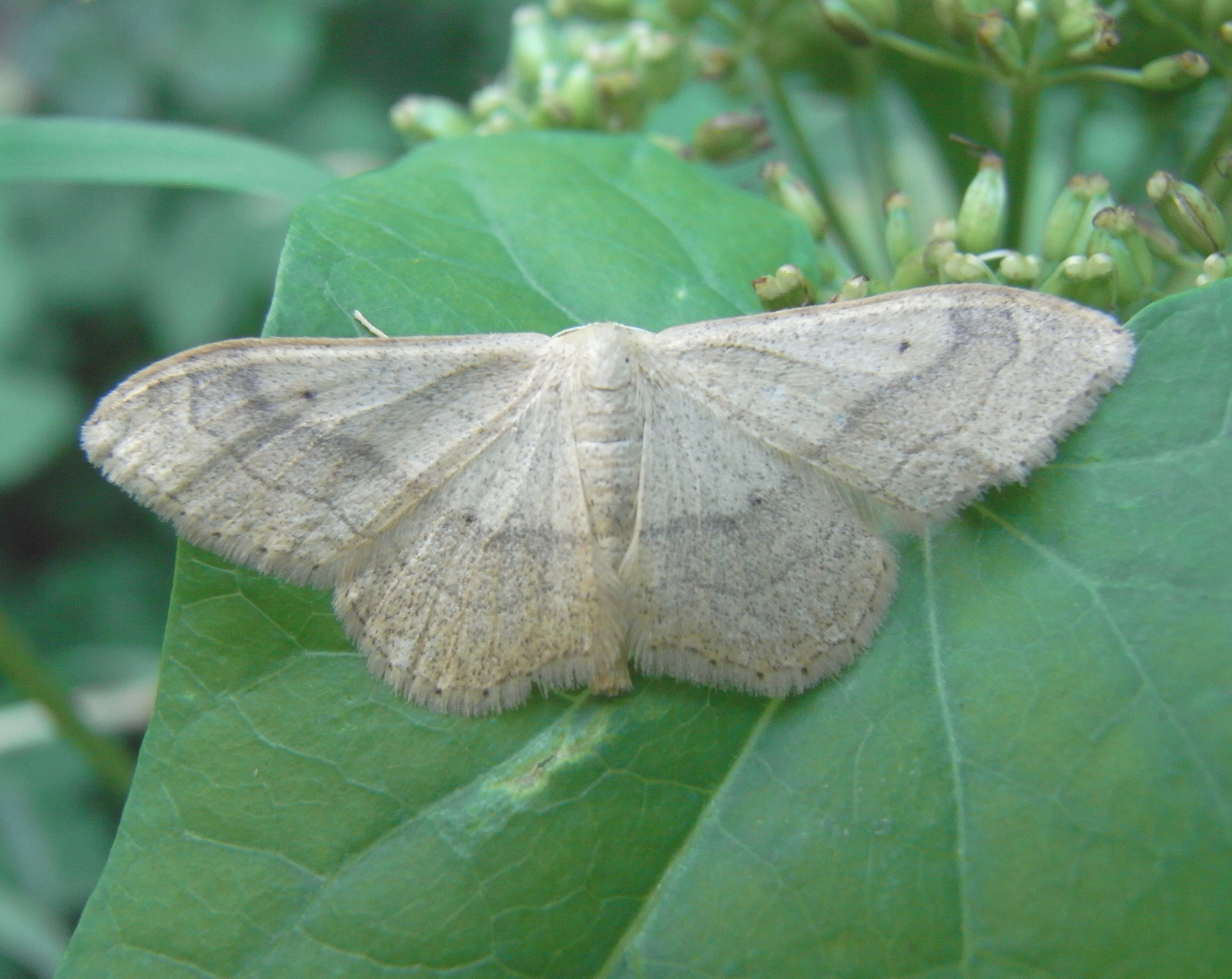
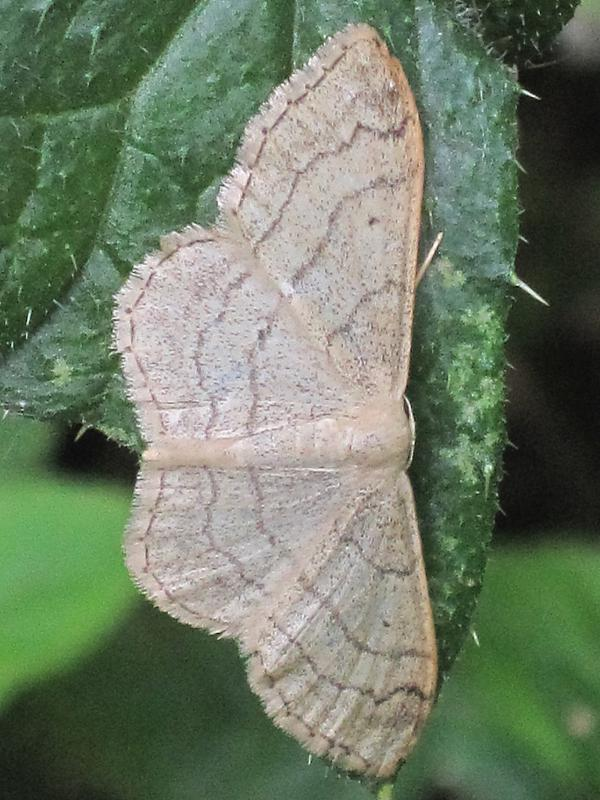